# Puchar Świata w biegach narciarskich 1989/1990
Sezon 1989/1990 Pucharu Świata w biegach narciarskich rozpoczął się 9 grudnia 1989 w amerykańskim Soldier Hollow. Ostatnie zawody z tego cyklu rozegrano 17 marca 1990 w norweskim Vang.
Puchar Świata rozegrany został w 6 krajach i 7 miastach. Najwięcej zawodów zorganizowali Szwajcarzy, którzy 4 razy gościli najlepszych biegaczy narciarskich świata.
Obrońcą Pucharu Świata wśród mężczyzn był Szwed Gunde Svan, a wśród kobiet reprezentantka ZSRR Jelena Välbe.
W tym sezonie w pucharze świata triumfowała Łarisa Łazutina wśród kobiet oraz Vegard Ulvang wśród mężczyzn.

## Kalendarz i wyniki

### Mężczyźni
| Lp. | Data             | Miejscowość    | Dystans            | 1. miejsce                                                                      | 2. miejsce                                                                         | 3. miejsce                                                                     |
| --- | ---------------- | -------------- | ------------------ | ------------------------------------------------------------------------------- | ---------------------------------------------------------------------------------- | ------------------------------------------------------------------------------ |
| 1.  | 9 grudnia 1989   | Soldier Hollow | 15 km s. klasyczny | Bjørn Dæhlie                                                                    | Vegard Ulvang                                                                      | Jochen Behle                                                                   |
| 2.  | 10 grudnia 1989  | Soldier Hollow | Sztafeta 4 × 10 km | Szwecja Jan Ottosson · Christer Majbäck · Torgny Mogren · Gunde Svan            | Norwegia I Pål Gunnar Mikkelsplass · Vegard Ulvang · Øyvind Skaanes · Bjørn Dæhlie | Norwegia II Arild Monsen · Erling Jevne · Torgeir Bjørn · Terje Langli         |
| 3.  | 16 grudnia 1989  | Calgary        | 15 km s. dowolny   | Christer Majbäck                                                                | Bjørn Dæhlie                                                                       | Markus Gandler                                                                 |
| 4.  | 17 grudnia 1989  | Calgary        | 50 km s. klasyczny | Jochen Behle                                                                    | Igor Badamszyn                                                                     | Maurilio De Zolt                                                               |
| 5.  | 13 stycznia 1990 | Moskwa         | 30 km s. dowolny   | Gunde Svan                                                                      | Vegard Ulvang                                                                      | Torgny Mogren                                                                  |
| 6.  | 17 lutego 1990   | Campra         | 15 km s. dowolny   | Bjørn Dæhlie                                                                    | Vegard Ulvang                                                                      | Torgny Mogren                                                                  |
| 7.  | 21 lutego 1990   | Val di Fiemme  | 30 km s. klasyczny | Gunde Svan                                                                      | Vegard Ulvang                                                                      | Bjørn Dæhlie                                                                   |
| 8.  | 22 lutego 1990   | Val di Fiemme  | Sztafeta 4 x 10 km | Szwecja Henrik Forsberg · Jan Ottosson · Christer Majbäck · Gunde Svan          | Włochy Maurilio De Zolt · Silvano Barco · Giorgio Vanzetta · Marco Albarello       | Norwegia Øyvind Skaanes · Bjørn Dæhlie · Vegard Ulvang · Terje Langli          |
| 9.  | 25 lutego 1990   | Reit im Winkl  | 30 km s. dowolny   | Władimir Smirnow                                                                | Torgny Mogren                                                                      | Jochen Behle                                                                   |
| 10. | 1 marca 1990     | Lahti          | Sztafeta 4 x 10 km | Włochy Silvio Fauner · Maurilio De Zolt · Giorgio Vanzetta · Alfred Runggaldier | ZSRR Igor Badamszyn · Aleksiej Prokurorow · Michaił Botwinow · Władimir Smirnow    | Szwecja Henrik Forsberg · Jan Ottosson · Torgny Mogren · Lars Håland           |
| 11. | 3 marca 1990     | Lahti          | 30 km pościgowy    | Bjørn Dæhlie                                                                    | Vegard Ulvang                                                                      | Lars Håland                                                                    |
| 12. | 6 marca 1990     | Trondheim      | 15 km s. klasyczny | Aleksiej Prokurorow                                                             | Gunde Svan                                                                         | Christer Majbäck                                                               |
| 13. | 10 marca 1990    | Örnsköldsvik   | 30 km s. klasyczny | Terje Langli                                                                    | Harri Kirvesniemi                                                                  | Władimir Smirnow                                                               |
| 14. | 11 marca 1990    | Örnsköldsvik   | Sztafeta 4 x 10 km | Szwecja Jan Ottosson · Christer Majbäck · Torgny Mogren · Henrik Forsberg       | Norwegia Øyvind Skaanes · Sture Sivertsen · Vegard Ulvang · Terje Langli           | Czechosłowacja Luboš Buchta · Ladislav Švanda · Radim Nyč · Václav Korunka     |
| 15. | 16 marca 1990    | Oslo           | Sztafeta 4 x 10 km | Norwegia Åge Skinstad · Terje Langli · Vegard Ulvang · Øyvind Skaanes           | Szwecja Torgny Mogren · Lars Håland · Christer Majbäck · Henrik Forsberg           | ZSRR Igor Badamszyn · Aleksandr Gołubiew · Michaił Botwinow · Władimir Smirnow |
| 16. | 17 marca 1990    | Vang           | 50 km s. dowolny   | Gunde Svan                                                                      | Torgny Mogren                                                                      | Alfred Runggaldier                                                             |

### Kobiety
| Lp. | Data             | Miejscowość    | Dystans             | 1. miejsce                                                                        | 2. miejsce                                                                         | 3. miejsce                                                                          |
| --- | ---------------- | -------------- | ------------------- | --------------------------------------------------------------------------------- | ---------------------------------------------------------------------------------- | ----------------------------------------------------------------------------------- |
| 1.  | 9 grudnia 1989   | Soldier Hollow | 5 km s. klasyczny   | Jaana Savolainen                                                                  | Tuulikki Pyykkönen                                                                 | Swietłana Nagiejkina                                                                |
| 2.  | 10 grudnia 1989  | Soldier Hollow | 15 km s. dowolny    | Stefania Belmondo                                                                 | Jelena Välbe                                                                       | Łarisa Łazutina                                                                     |
| 3.  | 15 grudnia 1989  | Thunder Bay    | 15 km s. klasyczny  | Łarisa Łazutina                                                                   | Trude Dybendahl                                                                    | Swietłana Nagiejkina                                                                |
| 4.  | 17 grudnia 1989  | Thunder Bay    | Sztafeta 4 x 5 km   | ZSRR Swietłana Nagiejkina · Łarisa Łazutina · Tamara Tichonowa · Łarisa Łazutina  | Finlandia Pirkko Määttä · Tuulikki Pyykkönen · Erja Kuivalainen · Jaana Savolainen | Norwegia Trude Dybendahl · Anne Jahren · Nina Skeime · Marit Elveos                 |
| 5.  | 13 stycznia 1990 | Moskwa         | Sztafeta 4 x 5 km   | ZSRR Swietłana Nagiejkina · Łarisa Łazutina · Tamara Tichonowa · Jelena Välbe     | Szwecja                                                                            | Norwegia                                                                            |
| 6.  | 14 stycznia 1990 | Moskwa         | 7,5 km s. klasyczny | Trude Dybendahl                                                                   | Raisa Smietanina                                                                   | Łarisa Łazutina                                                                     |
| 7.  | 18 lutego 1990   | Pontresina     | 15 km s. dowolny    | Manuela Di Centa                                                                  | Jelena Välbe                                                                       | Łarisa Łazutina                                                                     |
| 8.  | 20 lutego 1990   | Val di Fiemme  | 10 km s. dowolny    | Jelena Välbe                                                                      | Lubow Jegorowa                                                                     | Swietłana Nagiejkina                                                                |
| 9.  | 22 lutego 1990   | Val di Fiemme  | Sztafeta 4 x 5 km   | ZSRR Swietłana Nagiejkina · Lubow Jegorowa · Tamara Tichonowa · Jelena Välbe      | Norwegia Solveig Pedersen · Elin Nilsen · Anne Jahren · Trude Dybendahl            | Finlandia Pirkko Määttä · Jaana Savolainen · Marjut Lukkarinen · Tuulikki Pyykkönen |
| 10. | 24 lutego 1990   | Bohinj         | Sztafeta 4 x 5 km   | ZSRR Jelena Kaszyrska · Raisa Smietanina · Tamara Tichonowa · Jelena Välbe        | Norwegia                                                                           | Szwecja                                                                             |
| 11. | 25 lutego 1990   | Bohinj         | 10 km s. klasyczny  | Swietłana Nagiejkina                                                              | Lubow Jegorowa                                                                     | Trude Dybendahl                                                                     |
| 12. | 2 marca 1990     | Lahti          | 5 km s. dowolny     | Jelena Välbe                                                                      | Swietłana Nagiejkina                                                               | Łarisa Łazutina                                                                     |
| 13. | 4 marca 1990     | Lahti          | Sztafeta 4 x 5 km   | Norwegia Solveig Pedersen · Inger Helene Nybråten · Anne Jahren · Trude Dybendahl | ZSRR I Swietłana Nagiejkina · Raisa Smietanina · Lubow Jegorowa · Łarisa Łazutina  | Finlandia I Pirkko Määttä · Erja Kuivalainen · Eija Hyytiäinen · Tuulikki Pyykkönen |
| 14. | 7 marca 1990     | Sollefteå      | 30 km s. dowolny    | Manuela Di Centa                                                                  | Gabriele Heß                                                                       | Jelena Välbe                                                                        |
| 15. | 10 marca 1990    | Örnsköldsvik   | 10 km s. klasyczny  | Trude Dybendahl                                                                   | Manuela Di Centa                                                                   | Łarisa Łazutina                                                                     |
| 16. | 11 marca 1990    | Örnsköldsvik   | Sztafeta 4 x 5 km   | ZSRR Lubow Jegorowa · Łarisa Łazutina · Tamara Tichonowa · Jelena Välbe           | Norwegia Solveig Pedersen · Inger Helene Nybråten · Inger Lise Hegge · Elin Nilsen | Finlandia Tuulikki Pyykkönen · Pirkko Määttä · Erja Kuivalainen · Jaana Savolainen  |
| 17. | 17 marca 1990    | Vang           | 2 x 10 km pościgowy | Trude Dybendahl                                                                   | Łarisa Łazutina                                                                    | Lubow Jegorowa                                                                      |

## Klasyfikacje

### Mężczyźni
| Lp. | Zawodnik         | Punkty |
| 1.  | Vegard Ulvang    | 145    |
| 2.  | Gunde Svan       | 144    |
| 3.  | Bjørn Dæhlie     | 118    |
| 4.  | Jochen Behle     | 88     |
| 5.  | Christer Majbäck | 86     |
| 6.  | Torgny Mogren    | 78     |
| 7.  | Władimir Smirnow | 74     |
| 8.  | Terje Langli     | 52     |
| 9.  | Jan Ottosson     | 48     |
| 10. | Lars Håland      | 43     |

### Kobiety
| Lp. | Zawodniczka          | Punkty |
| 1.  | Łarisa Łazutina      | 146    |
| 2.  | Jelena Välbe         | 137    |
| 3.  | Trude Dybendahl      | 136    |
| 4.  | Swietłana Nagiejkina | 134    |
| 5.  | Manuela Di Centa     | 126    |
| 6.  | Lubow Jegorowa       | 94     |
| 7.  | Tamara Tichonowa     | 76     |
| 8.  | Stefania Belmondo    | 66     |
| 9.  | Jaana Savolainen     | 52     |
| 10. | Tuulikki Pyykkönen   | 47     |